# Norquay
Norquay är en ort i Kanada.   Den ligger i provinsen Saskatchewan, i den sydöstra delen av landet, 2 100 km väster om huvudstaden Ottawa. Norquay ligger 486 meter över havet och antalet invånare är 485.
Terrängen runt Norquay är platt. Trakten runt Norquay är nära nog obefolkad, med mindre än två invånare per kvadratkilometer.. 
Trakten runt Norquay består till största delen av jordbruksmark.